# Свети Архангел Михаил (Битуше)
Вижте пояснителната страница за други значения на Свети Архангел Михаил.
„Свети Архангел Михаил“ (на македонска литературна норма: „Свети Архангел Михаил“) е възрожденска църква в дебърското село Битуше, Северна Македония. Църквата е част от Дебърско-Реканското архиерейско наместничество на Дебърско-Кичевската епархия на Македонската православна църква – Охридска архиепископия. Изградена е в XIX век.
Престолните икони за иконостаса и няколко медальона със светци на долния дял от свода на наоса са дело на видния дебърски майстор Дичо Зограф. Подписи на Дичо има на престолните икони на Свети Никола, Свети Илия, Свети Георги, Св. св. Модест и Спиридон и Свети Димитър.